# Holovkove, Nikopol
Holovkove (în ucraineană Головкове) este un sat în comuna Loșkarivka din raionul Nikopol, regiunea Dnipropetrovsk, Ucraina.

## Demografie
Componența lingvistică a localității Holovkove
     Ucraineană (97,33%)
     Belarusă (2%)
     Alte limbi (0,67%)
Conform recensământului din 2001, majoritatea populației localității Holovkove era vorbitoare de ucraineană (97,33%), existând în minoritate și vorbitori de belarusă (2%).